# Paula Soria Gutiérrez
Paula Soria Gutiérrez (Orihuela, 31 de janeiro de 1993) é uma jogadora de vôlei de praia espanhola.

## Carreira
Em 2014, quando atuava com Ángela Lobato Herrero, a dupla disputou a edição do Campeonato Mundial Universitário de Vôlei de Praia realizado em Porto e obtiveram a medalha de bronze, também conquistada na edição celebrada em Pärnu em 2016.
Em 2018, ao lado de María Belén Carro, representou seu país na conquista da medalha de ouro nos Jogos do Mediterrâneo em Tarragona. Juntas também foram medalhistas de prata na edição do Campeonato Mundial Universitário de Vôlei de Praia realizado em Munique.

## Títulos e resultados
- Future de Bujumbura do Circuito Mundial de Vôlei de Praia de 2023
- Future de Madrid do Circuito Mundial de Vôlei de Praia de 2023